# بيلي مورو جاكسون
بيلي مورو جاكسون (بالإنجليزية: Billy Morrow Jackson)‏ هو رسام أمريكي، ولد في 1926، وتوفي في 2006.